# Frédéric-Henri de Suzannet de La Forest
Frédéric-Henri de Suzannet, marquis de La Forest (død 1701) var en fransk adelsmand og officer i
dansk tjeneste.

## Biografi
Han var søn af Jacques de Suzannet og Elisabeth Renée de Limoine og hørte til en reformert huguenotfamilie i
Poitou. På grund af Ludvig 14's forfølgelse af huguenotterne forlod han Frankrig, for at gå i udenlandsk tjeneste, først i lyneborgsk og siden i dansk.

## Militær karriere
I 1682 blev han oberst og hvervede et rytteriregiment. Da dette allerede i 1685 blev opløst, fik han kommandoen over et af de samtidig oprettede kompagnier af Drabantgarden, som dog efter 3/4 års forløb atter indskrænkedes.
La Forest var herefter tilknyttet hoffet og omtales for den hjælp, han ved dronning Charlotte Amalies hjælp skaffede sine trosfæller og sine pårørende.
I maj 1689 blev La Forest sendt til England, hvor han mentes at have gode forbindelser i indflydelsesrige kredse. Formelt set blev han i Christian Siegfried von Plessens sted knyttet til prins Jørgens person, men i virkeligheden havde hans tilstedeværelse større betydning, da der på det tidspunkt ikke var nogen dansk gesandt ved det engelske hof, og La Forest derfor var den eneste, der kunne overbringe Christian V's betingelser for at opfylde kong Vilhelms anmodning om at få overladt et dansk hjælpekorps til krigen mod Frankrig og Jakobitterne. La Forest blev ved sin afrejse udnævnt til generalmajor, og da traktaten om hjælpetropperne kom i stand, fik han befaling over disses rytteri (3 regimenter); fra 1691 var han tillige chef for det ene af disse regimenter.
Hjemme i Danmark havde der været en del utilfredshed med, at han ikke tidligere havde været brugt i noget af betydning. Under de efterfølgende 8 års felttog i Irland og Nederlandene opnåede han dog store resultater og deraf følgende hæder og Vilhelm III satte megen pris på ham og udnævnte ham 1694 til generalløjtnant (først 3 år senere fik han samme grad i den danske hær) og skænkede ham et gods i Irland, hvortil han trak sig tilbage, da han efter endt krig i 1698 tog afsked fra dansk tjeneste.
Han døde 1701 som kursachsisk general.

## Privatliv
Marquis de la Forest-Suzannet, som han sædvanlig kaldes, var gift med Elisabeth de Coursillon, datter af Louis de Coursillon, marquis de
Dangeau. 2 af deres sønner omkom ved Operahusets brand 1689, en tredje blev kammerherre hos kongen af England. Datteren Charlotte Elisabeth blev den 22. Sept. 1695 gift på Københavns Slot med Christian Rodsteen til Gunderslevholm, generallieutenant over kavalleriet i Norge, også kommandant i Rendsborg, som døde i 1723 som den sidste af sin Slægt.